# Coilia borneensis
Coilia borneensis is een straalvinnige vis uit de familie van de ansjovissen (Engraulidae) en behoort derhalve tot de orde van haringachtigen (Clupeiformes). De vis kan een lengte bereiken van 12 centimeter.

## Leefomgeving
De soort komt zowel in zout, brak als zoet water voor. De vis prefereert een tropisch klimaat en komt voor in de Grote en Indische Oceaan.

## Relatie tot de mens
In de hengelsport wordt er weinig op de vis gejaagd.